# Hypersypnoides
Hypersypnoides är ett släkte av fjärilar. Hypersypnoides ingår i familjen nattflyn.
Kladogram enligt Catalogue of Life:
| Hypersypnoides | \| \| Hypersypnoides congoensis \| \| \| \| \| \| Hypersypnoides heinrichi \| \| \| \| \| \| Hypersypnoides obscura \| \| \| \| |
|                | \| \| Hypersypnoides congoensis \| \| \| \| \| \| Hypersypnoides heinrichi \| \| \| \| \| \| Hypersypnoides obscura \| \| \| \| |
|                | Hypersypnoides congoensis |
|                | |
|                | Hypersypnoides heinrichi |
|                | |
|                | Hypersypnoides obscura |
|                | |

## Bildgalleri

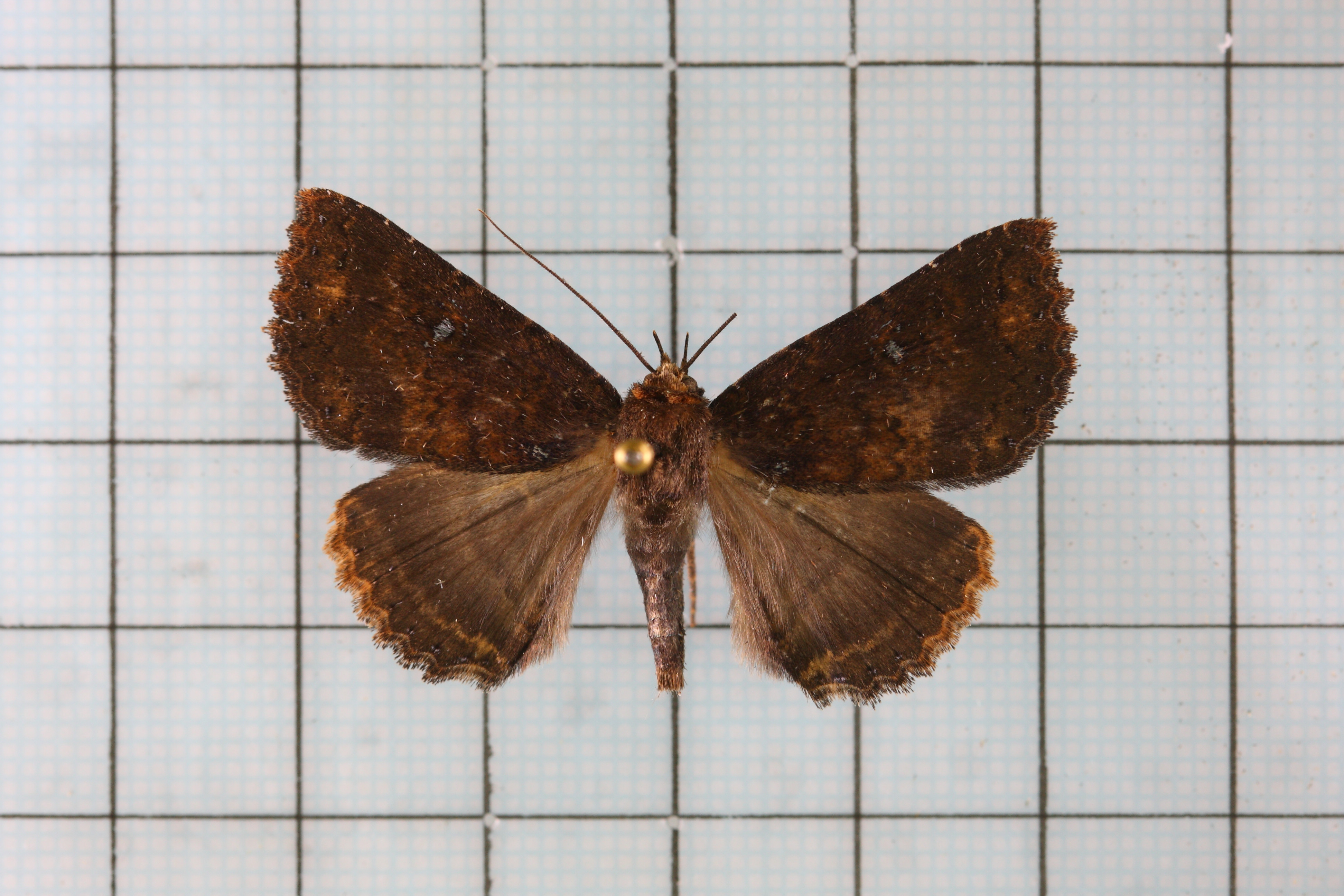
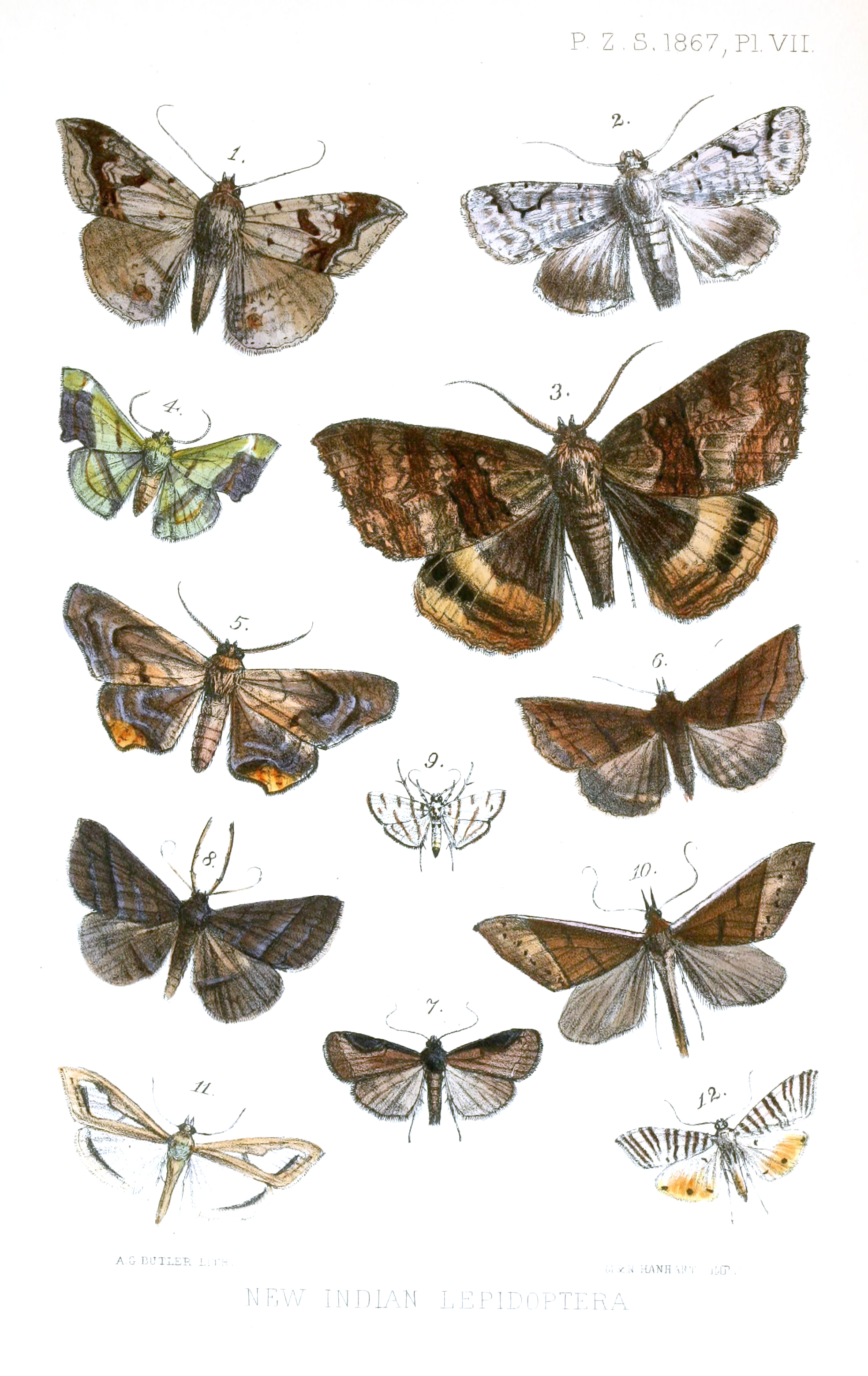